# Netzkraftbewegung
Die Netzkraftbewegung ist ein aus Deutschland stammendes themenübergreifendes und internationales Netzwerk von Personen und Gruppen, die sich gesellschaftlich engagieren. Dieses Engagement kann sozial, politisch, ökologisch oder spirituell sein.
Die Bewegung, die mehr als 4000 Mitgliedsorganisationen hat, stellt die organisatorischen Möglichkeiten zum Austausch ihrer Mitglieder bereit. Seit 2009 hat die Netzkraftbewegung einen Eintrag im Yearbook of International Organizations, herausgegeben von der Union of International Associations (UIA), einem Forschungsinstitut und einer Dokumentationsstelle mit Sitz in Brüssel.

## Geschichte
Die Bewegung wurde im Rahmen eines Forschungsprojekts des Instituts für systemische Forschung in Xanten in den Jahren von 1990 bis 1995 entwickelt. Der Träger ist die Sozialpsychiatrische Initiative Xanten (Spix e.V.), ein gemeinnütziger Verein, der das Institut betreibt. Die Forschungsprojekte des Instituts erkunden und erproben Möglichkeiten der Vernetzung. Dabei soll etwas Neues nicht durch eine neue Einrichtung oder Organisation, sondern durch Austausch und wechselseitige Unterstützung zwischen bestehenden Einrichtungen oder Gruppen entstehen. Seit 1995 betreibt und pflegt das Institut in Xanten die Website Netzkraftbewegung als weltweites Netzwerk gemeinnütziger Organisationen.

## Das dezentral-autonome Konzept
Die Netzkraftbewegung gründet auf der Bereitschaft, andere Netzteilnehmer kennenzulernen und nach Möglichkeit zu unterstützen (Prinzip der Solidarität). Die Netzteilnehmer bleiben autonom, sie entscheiden von sich aus, wann und in welchem Umfang sie über das Netz Partner zum Austausch und für eine Zusammenarbeit suchen. Einmal im Jahr verschickt das Institut einen Brief an alle Netzteilnehmer. Weitergehende Aktivitäten des Netzwerkes gehen allein von den Netzteilnehmern aus.

## Basiskonsens
Der Basiskonsens umfasst drei gemeinsame globale Ziele der Netzkraftbewegung, die für alle Netzteilnehmer verbindlich sind:
- Internationale Instanz für Frieden, Menschenrechte und Umwelt innerhalb der Vereinten Nationen
- Nachhaltige ökosoziale Wirtschaftsentwicklung
- Dezentralisierung der politischen Macht mit regionaler Selbstbestimmung[14]

## Themenbereiche
Alternative Ökonomie, Antirassismus / Integrationspolitik, Bildungspolitik / -projekt, Frauenpolitik / feministisches Projekt, Friedenspolitik, Gemeinschaftsprojekt, Hilfe für Entwicklungsländer, Hilfsorganisation, Medienprojekt, Menschenrechte, Sozialpolitik / behinderte Menschen, Spirituelle Organisation, Umweltorganisation, Umweltprojekt, Zukunftsforschung, Ökologische Forschung, Freiwilligenarbeit.

## Ziel
Das Ziel ist eine internationale und themenübergreifende Vernetzung von gesellschaftlich engagierten Gruppen, die sich ergänzen, unterstützen und durch ein gemeinsames Netz an gesellschaftlichem Einfluss gewinnen. Kontakte untereinander und gegenseitige Unterstützung sollen den Erfolg der einzelnen Netzteilnehmer stärken. Als internationales Netzwerk tritt die Netzkraftbewegung für globale Ziele ein: für eine Stärkung der Vereinten Nationen, nachhaltige Umweltentwicklung und dezentrale politische Entscheidungen.

## Finanzierung
Die zur Verfügung gestellte Infrastruktur wird durch das Institut für Systemische Forschung in Xanten finanziert.

## Bekannte Mitgliedsorganisationen
- Humanity First Deutschland e.V.
- Haus der Kulturen der Welt
- UNICEF Deutschland
- Bund für Soziale Verteidigung
- Peace Brigades International Deutscher Zweig e. V.
- Gesellschaft für bedrohte Völker
- Kids for Kids
- PICUM
- Baobab Books
- Trees for the Future
- German Doctors e. V.

## Presseberichte
- Netzkraftbewegung – für Frieden, Menschenrechte und Umwelt. connection Nr. 5–6, Mai–Juni 1998, S. 10.
- Netzkraftbewegung. Impressum. Periodikum für AutorInnen und VerlegerInnen Nr. 11, Juli–September 1998, S. 35.
- Netzkraftbewegung – eine vielversprechende Initiative. Der 3. Weg. Zeitschrift für die natürliche Wirtschaftsordnung Nr. 7/8, Juli/August 1998, S. 45.
- Netzkraftbewegung in Hellblau. Publik-Forum – Zeitung kritischer Christen Nr. 13, 10. Juli 1998, S. 23.